# Nieuweschild
Nieuweschild is een buurtschap in de gemeente Texel in de provincie Noord-Holland.
Nieuweschild ligt net ten oosten van Oosterend op het Nederlandse waddeneiland Texel. De eigenlijke naam van het dorp in het Nederlands was Nieuwe Schil. Schil betekent een geul of kreek in ondiep water. 'Het Schil' was een schelpenbank ten oosten van Texel
Nieuwe Schil ontstond als dorp tegen de waddendijk. De vele handelsschepen lagen op de koopvaardijrede te wachten op goede wind. Er woonden toen veelal loodsen en ook was er een helling om schepen te herstellen. Voor de oestervisserij is er in 1844 een haventje aangelegd. Echter in 1859 is de haven buiten gebruik geraakt door armoe in de oestervisserij. Voor de wiervisserij werd in Nieuwe Schild het gedroogde wier in balen van 50 kg geperst en opgeslagen in de wierschuren. Met het gereedkomen van zowel het Noordhollandsch Kanaal verdwenen de oesters en het wier met daarbij de oester- en wiervisserij. Na het verdwijnen van de schepen die voor de rede van Texel lagen en het oprichten van de Rijksloodsdienst in het midden van 19e eeuw verdween ook Nieuwe Schild. Het kende nog wel een goede kern bij de helling, wat ertoe leidde dat het dorp ook wel Hellingbuurt genoemd. Het oudere Oude Schil, tegenwoordig wordt het Oudeschild genoemd, had een haven en bleef doorgroeien door blijvende bedrijvigheid in de visserij, aanleghaven van de vaste veerdienst en toerisme.
|                                                                                                   |  |  |
| Nieuweschild (links) en de waddendijk langs het gehucht (rechts) met in de verte de IJzeren Kaap. |  |  |

Ten noorden van de buurtschap staat De IJzeren Kaap, een scheepsbaken aan de Waddenzeedijk, die in 1854 is neergezet op kleine haven die was ontstaan nadat de haven van Nieuweschild in onbruik was geraakt. Na de reconstructie en het op deltahoogte brengen van de Waddendijk staat de IJzeren Kaap nu buitendijks. In het zuiden ligt het natuurgebied Zandkes en Kleiput, het gebied is ontstaan door afsnijding van de oude Waddenzeedijk ten behoeve van de dijkverhoging naar deltahoogte. Sinds 1981 is het in bezit van Natuurmonumenten, die het gebied iets uitbreidden in 1997 door het droge grasland om te zetten naar plas en drasland om zo de natuur meer ontwikkelingsmogelijkheden te geven.
Dorpen en gehuchten: 't Horntje · De Cocksdorp · De Koog · De Waal · Den Burg · Den Hoorn · Oosterend · Oudeschild

Buurtschappen: Bargen · Burger Nieuwland · De Kuil · De Naal ·  De Nes · De Westen · Dijkmanshuizen · Driehuizen · Harkebuurt · Het Noorden · Midden-Eierland · Molenbuurt · Nieuweschild · Noord Haffel · Noorderbuurt · Ongeren · Oost · Spang · Spijkdorp · Tienhoven · Westergeest · Westermient · Zevenhuizen · Zuid-Eierland · Zuid Haffel

Noord-Holland: Steden en dorpen in Noord-Holland      Nederland: Provincies · Gemeenten